# Ljuboten
A Ljuboten (macedónul: Љуботен [Ljuboten], albánul: Maja e Lubotenit) a Šar-hegység egyik hegycsúcsa, amely Koszovó és Észak-Macedónia határán található. Csúcsa 2498 méteres magasságba emelkedik.

## Jellemzése
Bár a Ljuboten nem a legmagasabb hegycsúcsa a hegységnek, ám az egyik leglátványosabb tagja annak. A hegység többi tagjától viszonylag elszigetelten helyezkedik el, ezért mind Pristinából, mind pedig Szkopjéből látni lehet. Időnként „a Šar-hegység Matterhornja” névvel illetik. Napszaktól és időjárási viszonyoktól függően jól látható a hegy északi része Koszovó területéről, míg a déli rész Macedóniából. 
A Ljuboten nagyobbik része Koszovó területén fekszik. A Ljuboten kedvelt a hegymászók körében, akik Európa számos pontjáról érkeznek ide. A hegy alpesi legelőkkel borított oldalai igen sziklásak. A  Štrbačko-tó a csúcs közelében van. Telente gyakran egy méteresnél is vastagabb hótakaró borítja a hegyoldalakat. A Štrbačko-tó a legészakibb állóvíz a Šar-hegység területén, melyet a csúcsot meghódító hegymászók igen előszeretettel keresnek fel. 
Minden év augusztusának második napján, az Illinden (Észak-Macedónia függetlenségének napja, amely nemzeti ünnep az országban) idején számos turista keresi fel a csúcsot és környékét.

## Képek

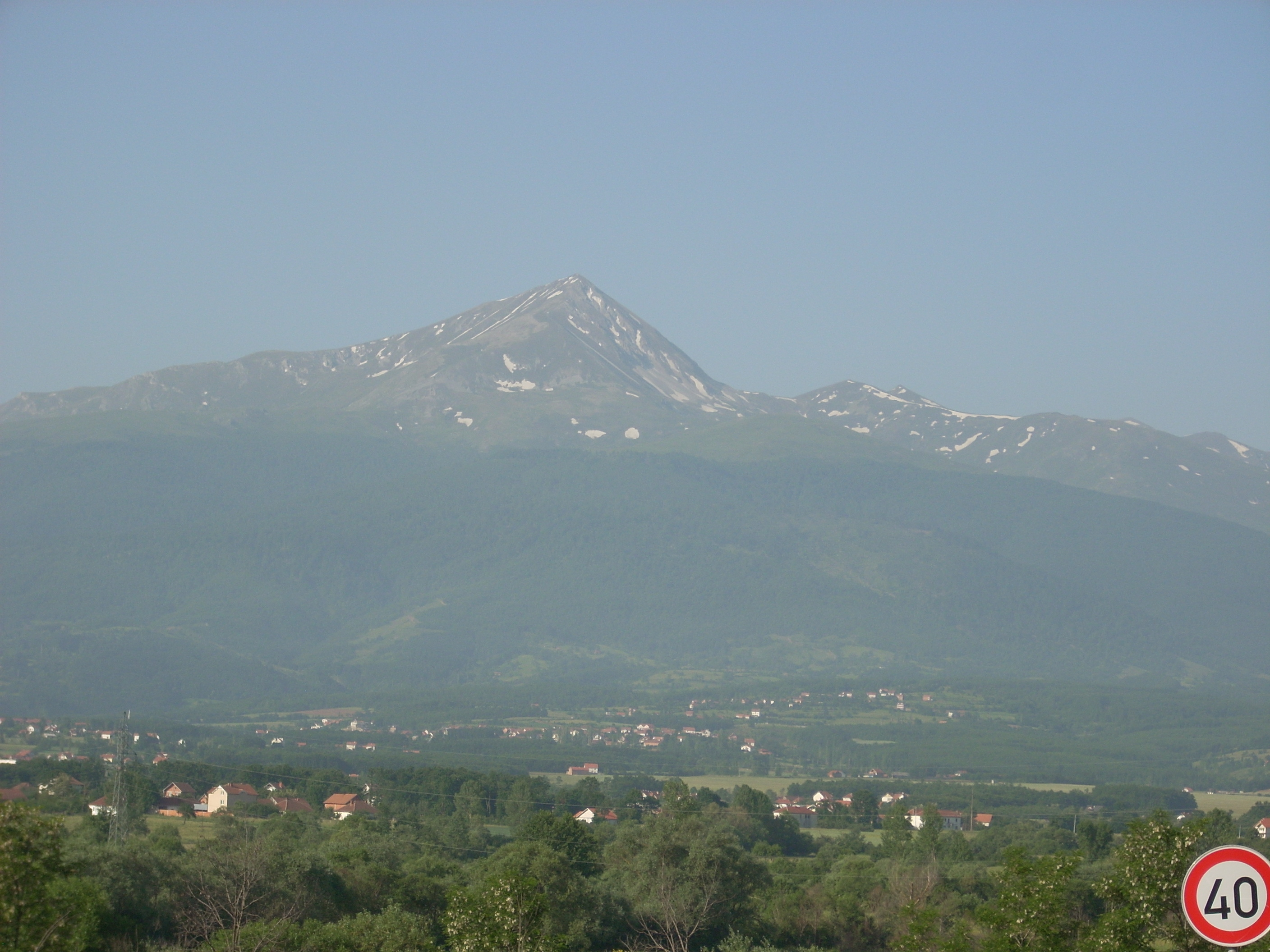
A Ljuboten látképe Koszovóból
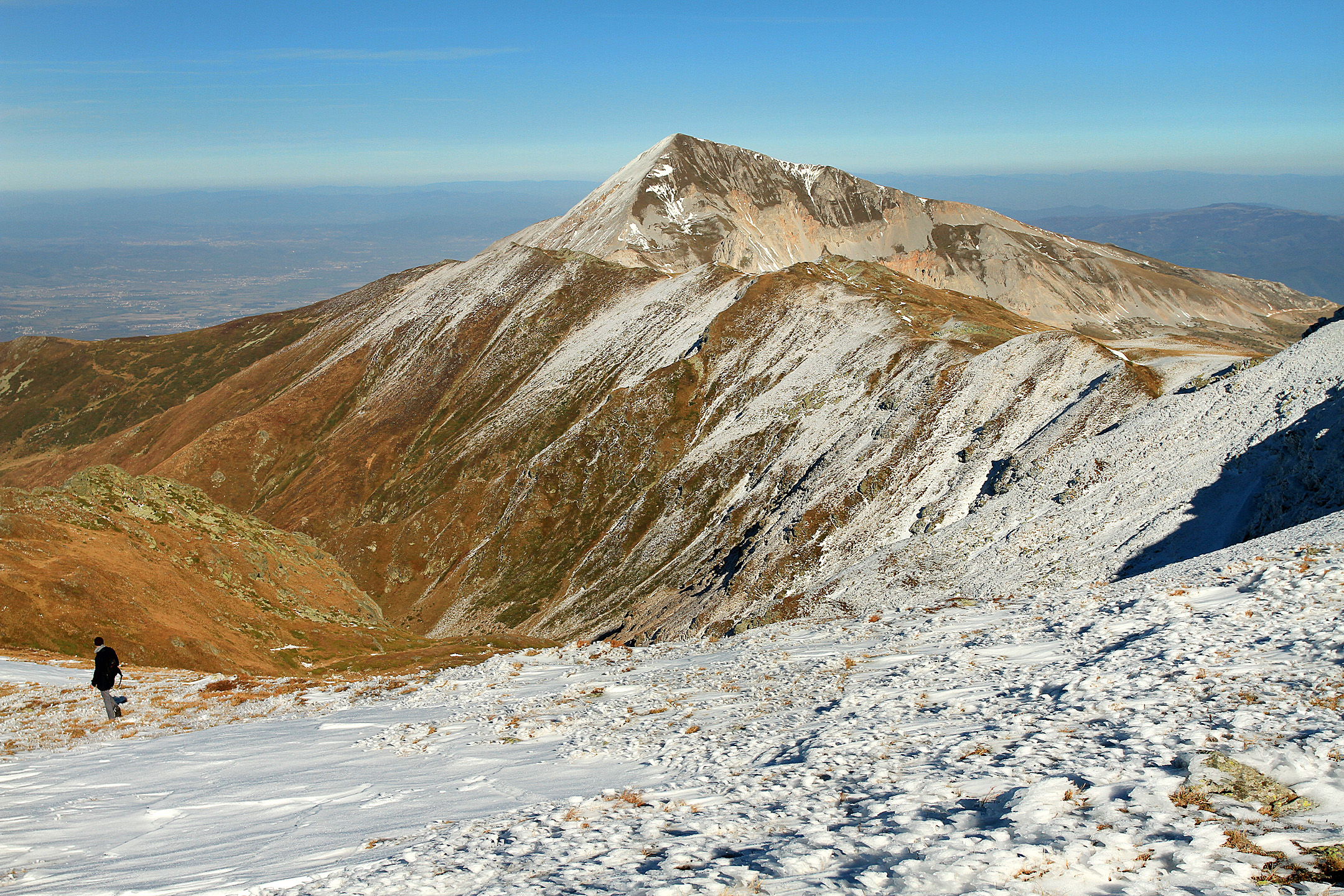
A hegycsúcs közelről
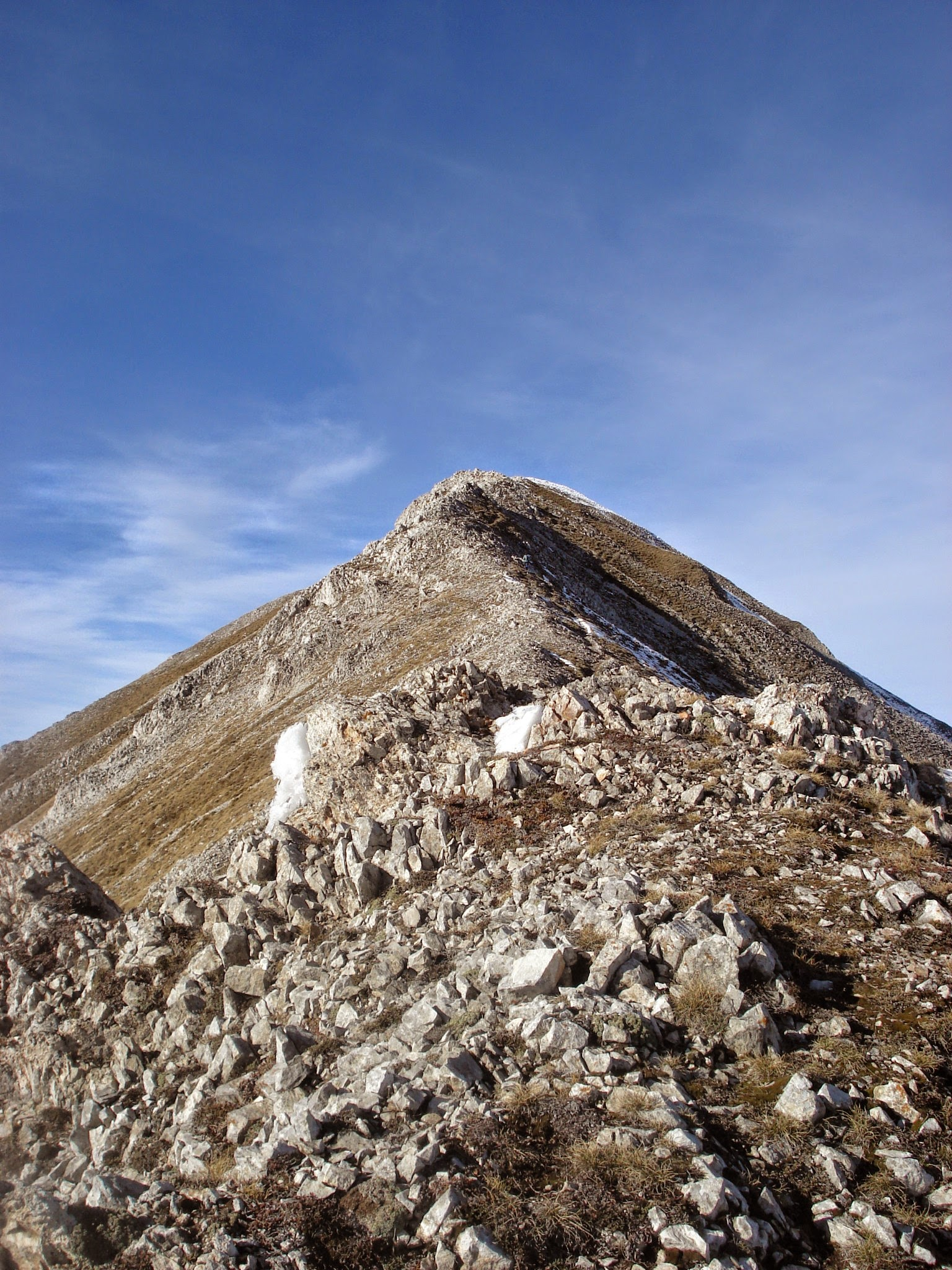

## Fordítás
Ez a szócikk részben vagy egészben  a   Ljuboten című angol Wikipédia-szócikk ezen változatának fordításán alapul.  Az eredeti cikk szerkesztőit annak laptörténete sorolja fel. Ez a jelzés csupán a megfogalmazás eredetét és a szerzői jogokat jelzi, nem szolgál a cikkben szereplő információk forrásmegjelöléseként.